# نگارخانه ملی دانمارک
نگارخانه ملی دانمارک (دانمارکی: Statens Museum for Kunst، همچنین مشهور به "SMK") یک موزه ملی در دانمارک است که در مرکز کپنهاگ واقع شده‌است. این نگارخانه حاوی آثار هنری داخلی و خارجی از سدهٔ ۱۴ میلادی تا امروز است.

## نگارخانه

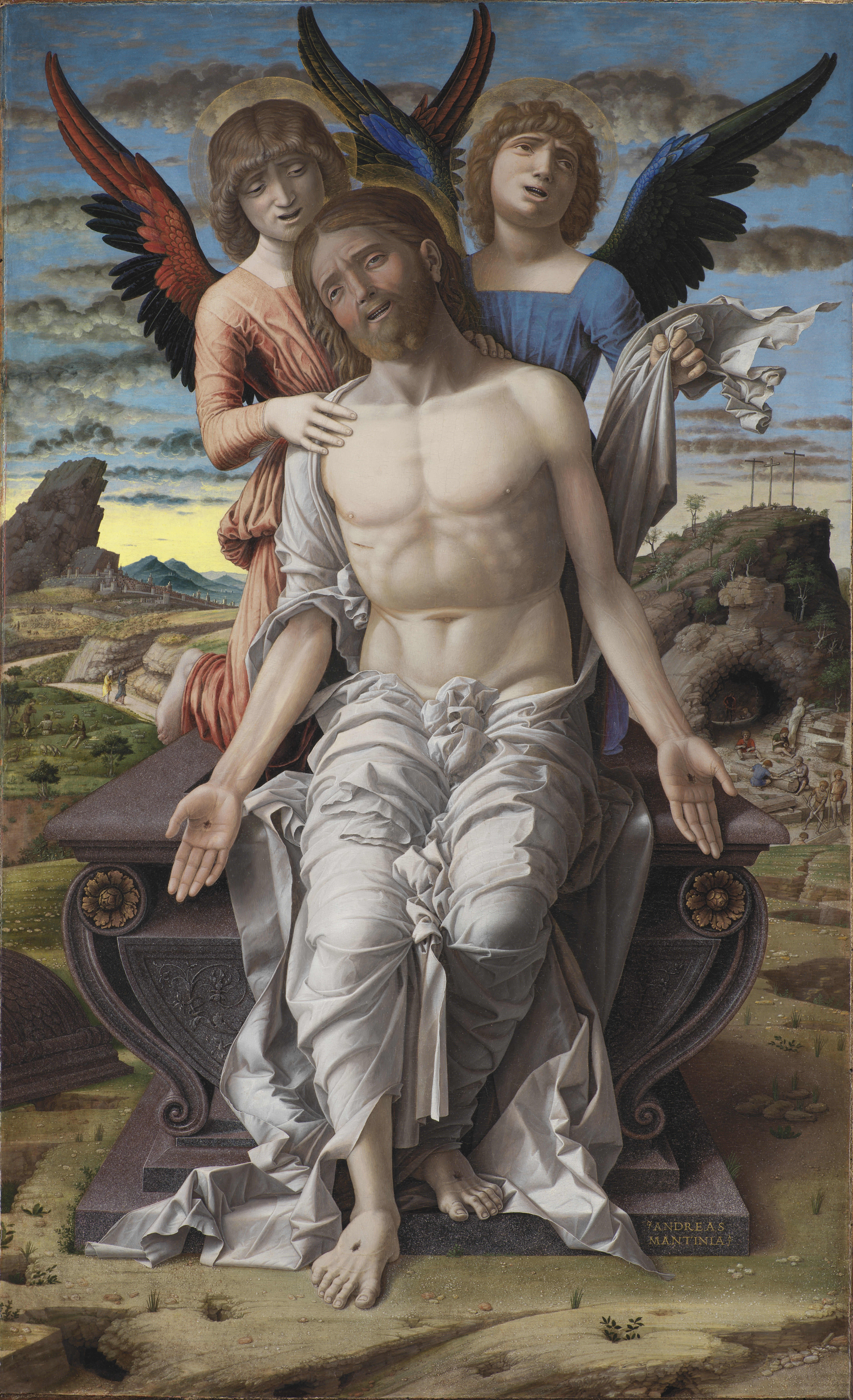
مسیح در غالب فدیه‌دهندهٔ رنج بین ۱۴۹۵ تا ۱۵۰۰ م. اثر آندرئا مانتنیا
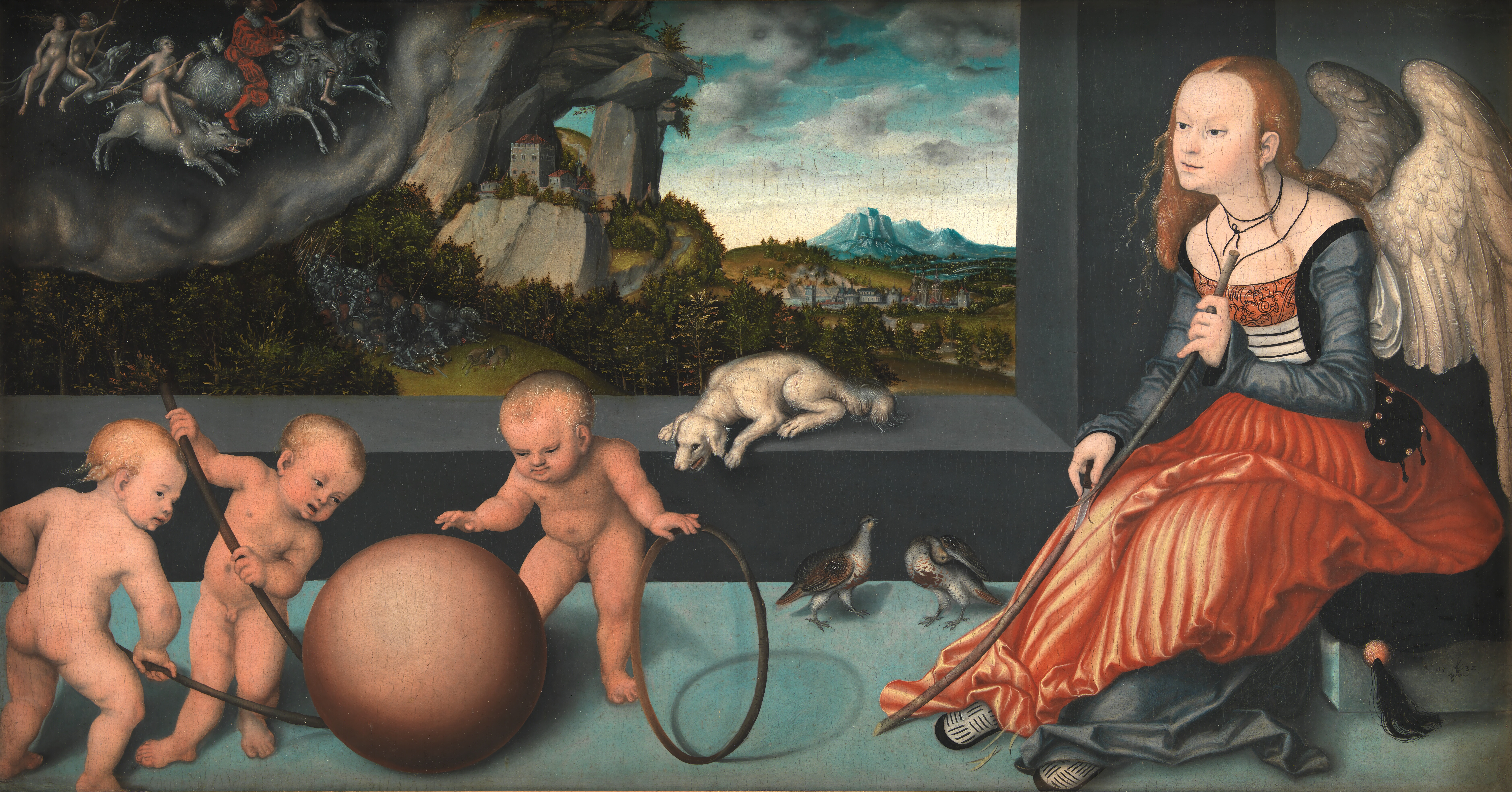
ملانچولیا ۱۵۳۲ م. اثر لوکاس کراناخ پدر
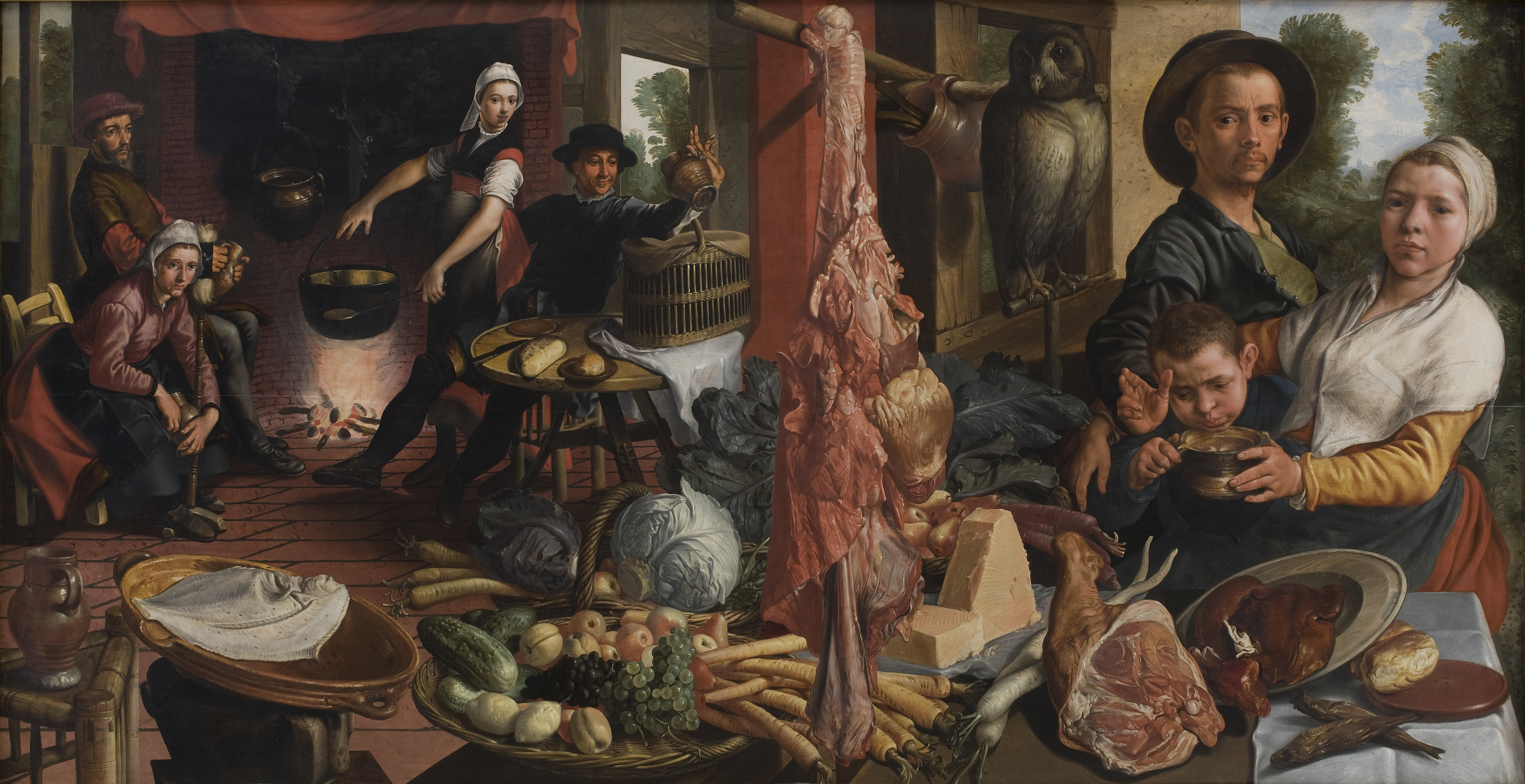
آشپزخانهٔ فربه؛ یک تمثیل بین ۱۵۶۵ تا ۱۵۷۵ م. اثر پیتر ارتسن
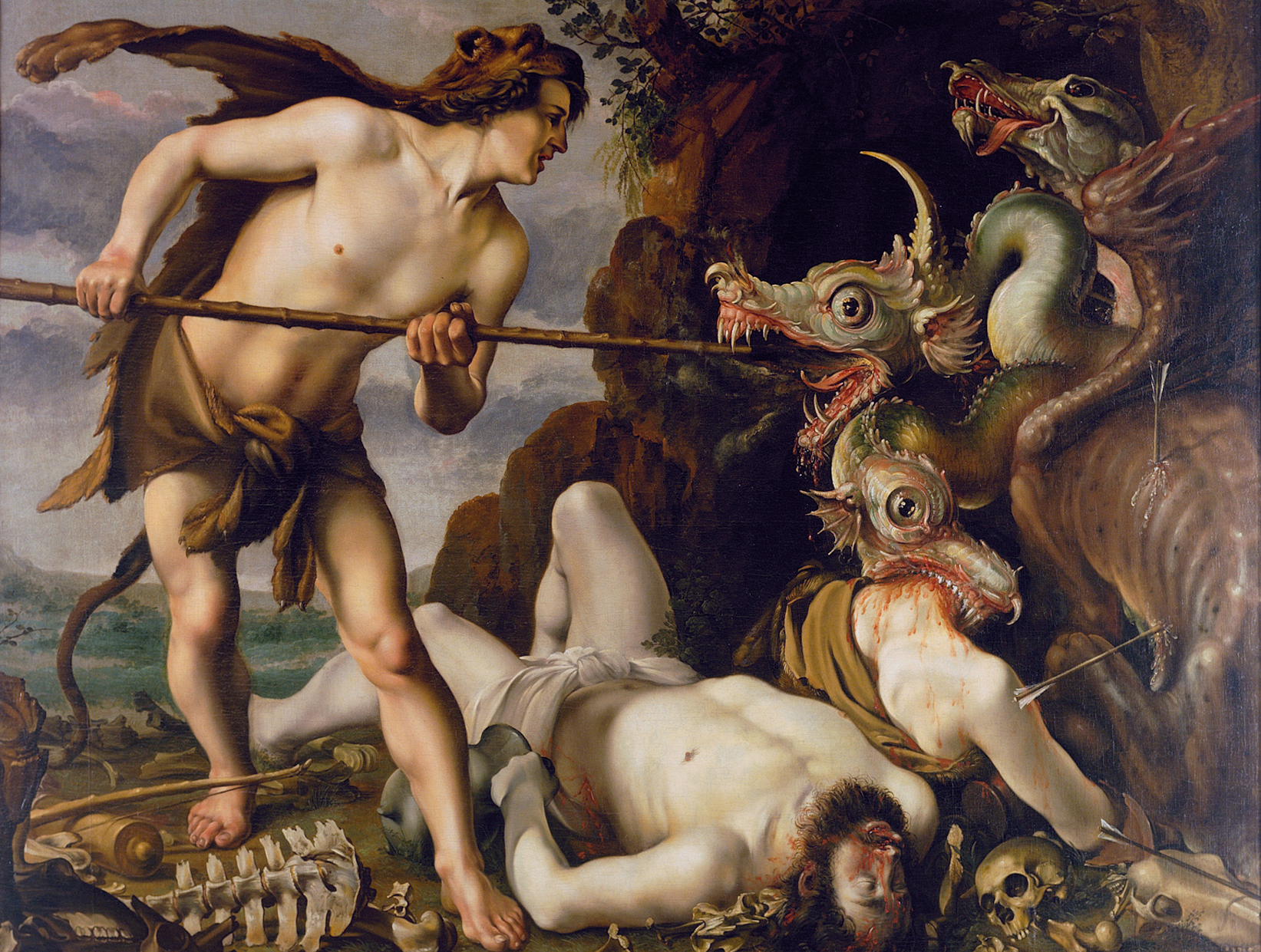
قتل اژدها توسط کادموس بین ۱۵۷۳ و ۱۶۱۷ م. اثر هندریک خولتسیوس
طبیعت بی‌جان گُل‌ها ۱۶۱۸ م. اثر آمبرسیوس بوسخارت
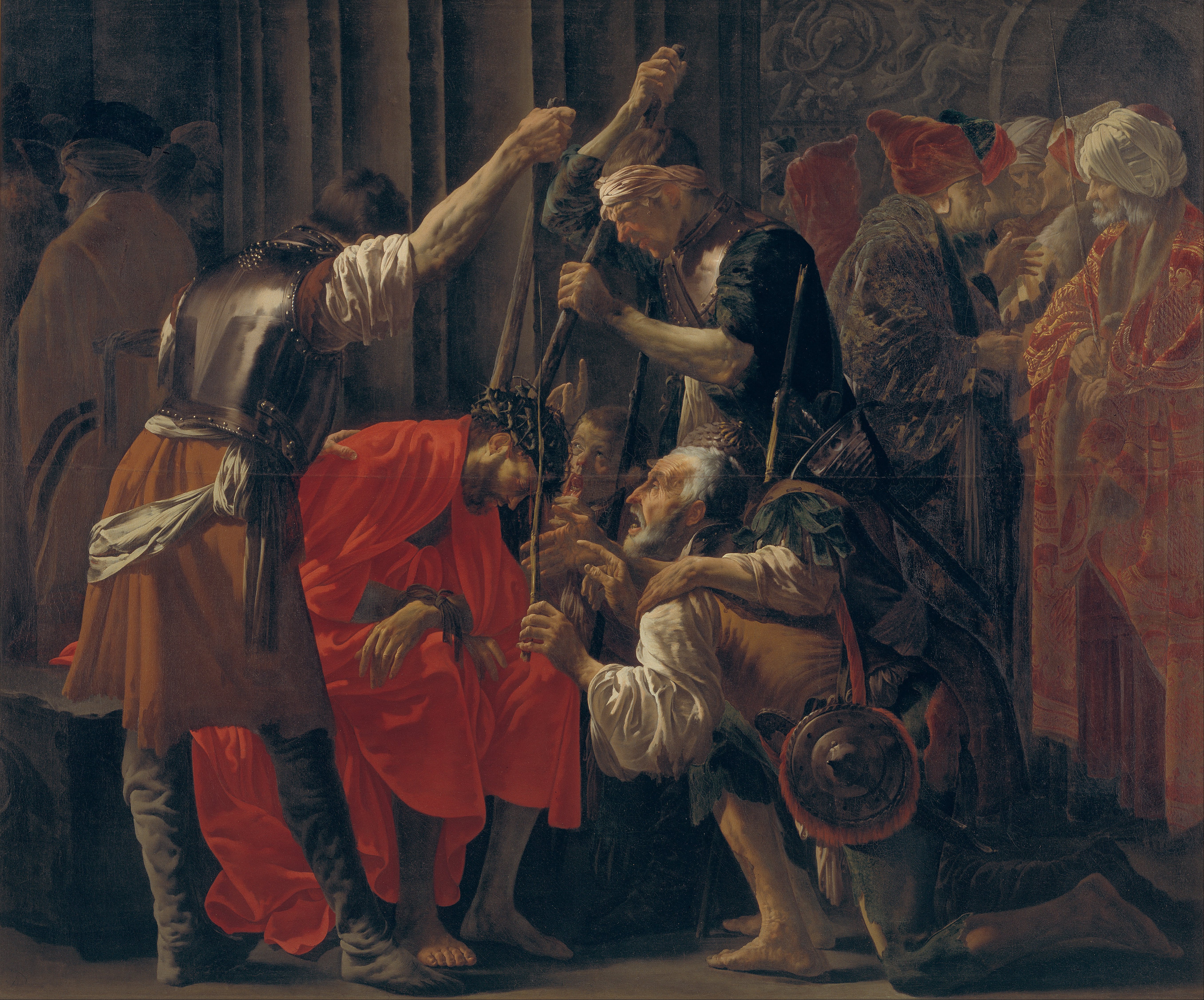
تاج خار بر سر عیسی ۱۶۲۰ م. اثر هندریک تر بروخن
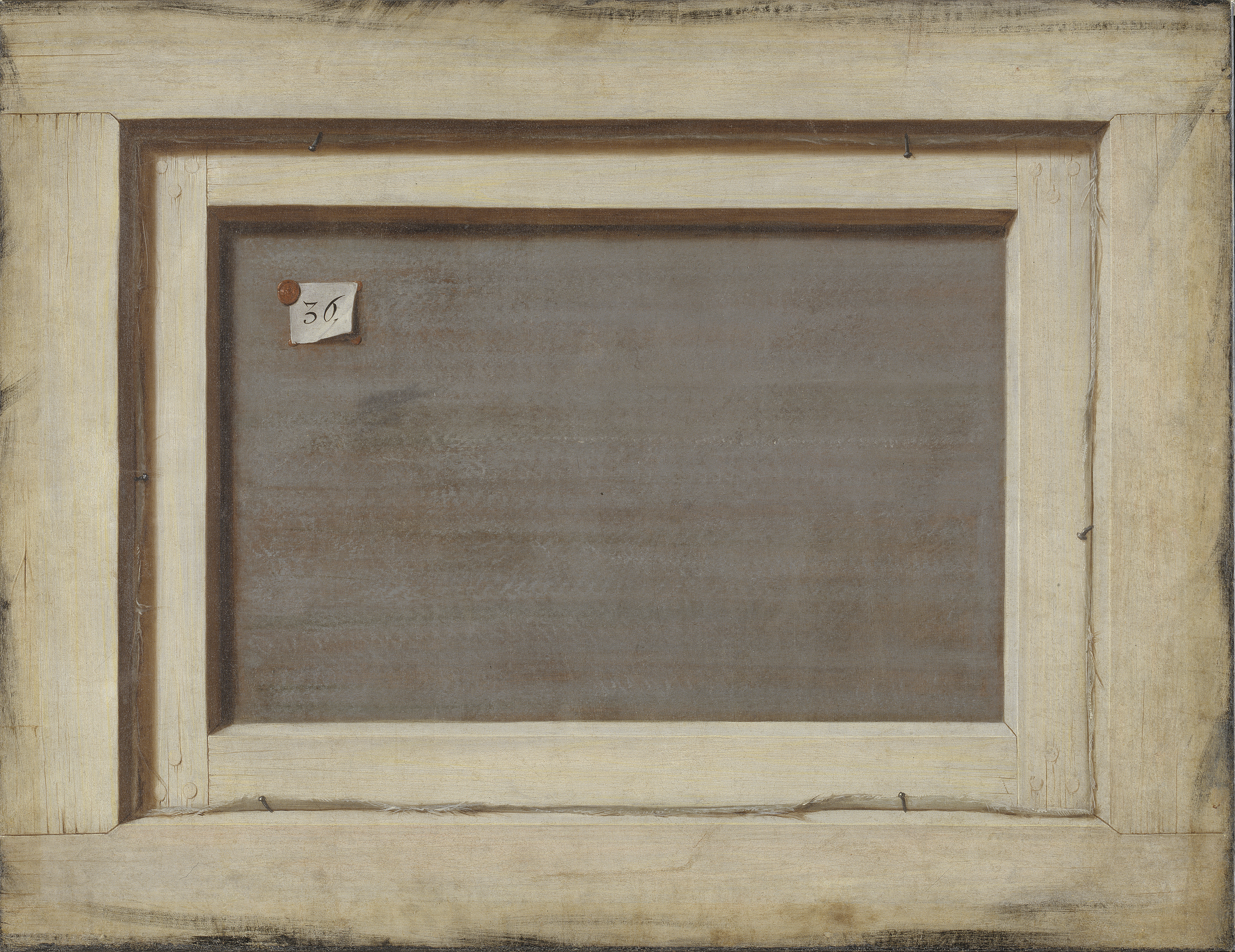
پشت یک نقاشی قاب‌شده حدوداً بین ۱۶۶۸ و ۱۶۷۲ م. اثر کورنیلیس نوربرتوس گیسبریختس
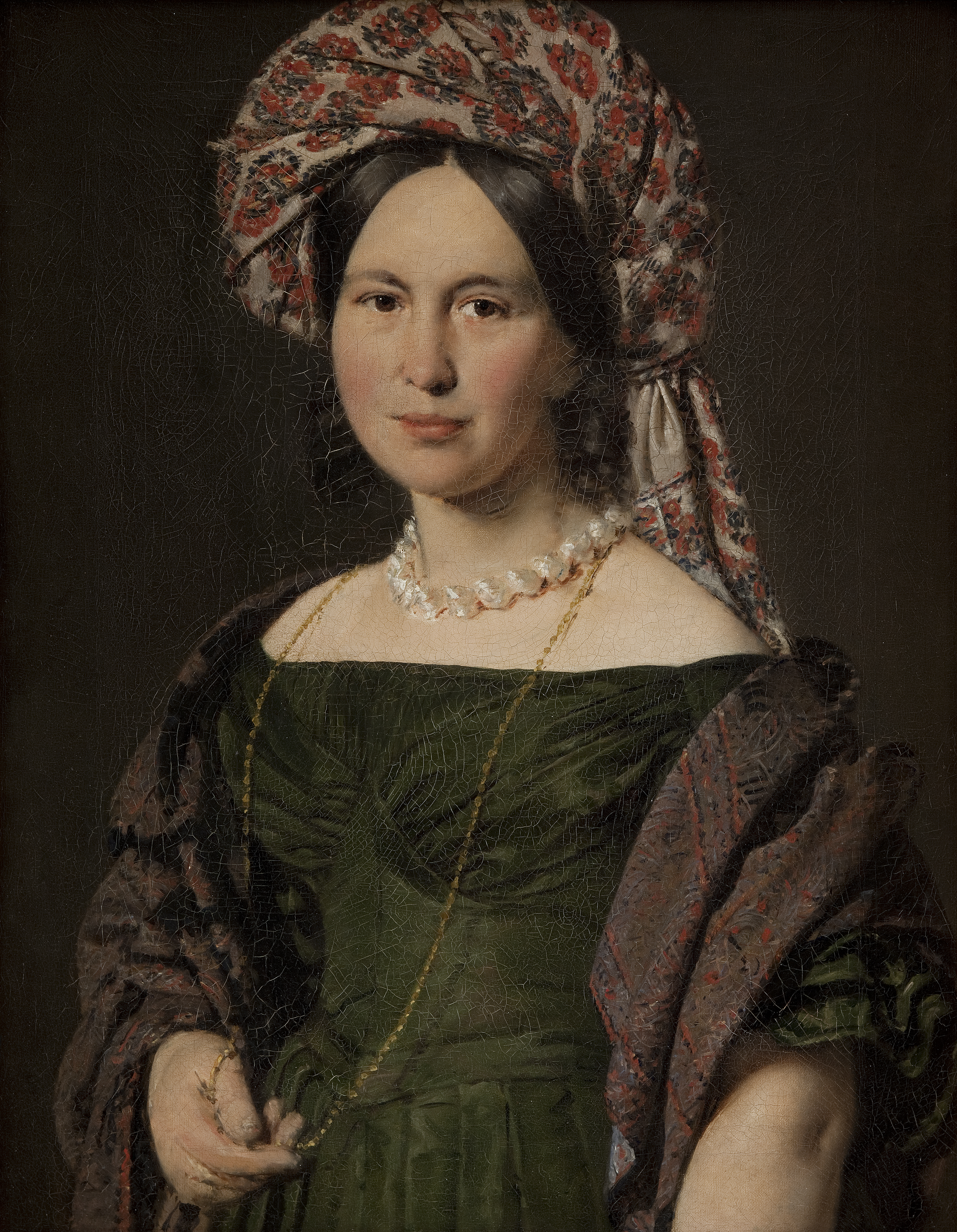
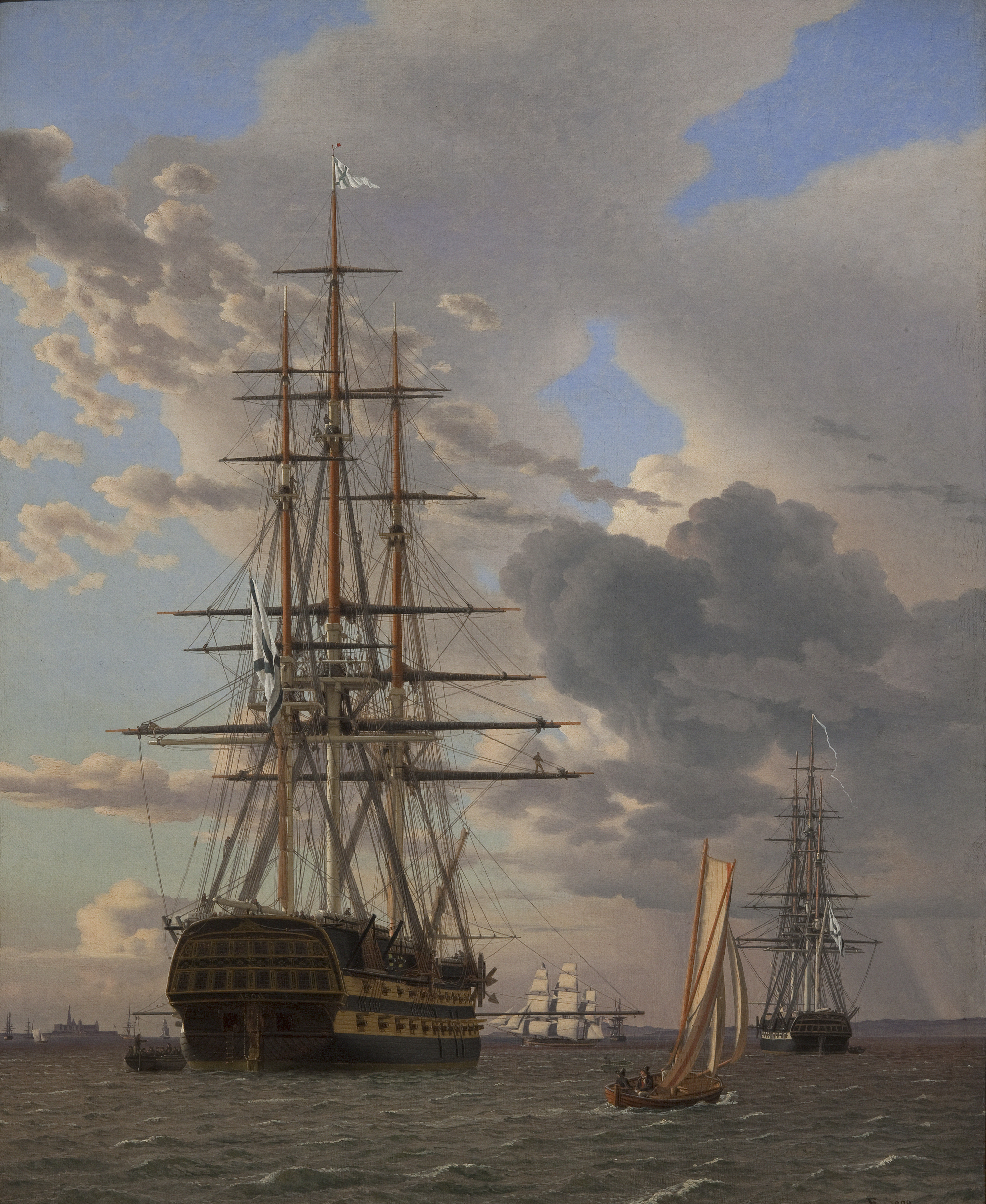
کشتی روسی و یک ناوچهٔ لنگرانداخته ۱۸۲۸ م. اثر کریستوفر ویلهلم اکرسبرگ
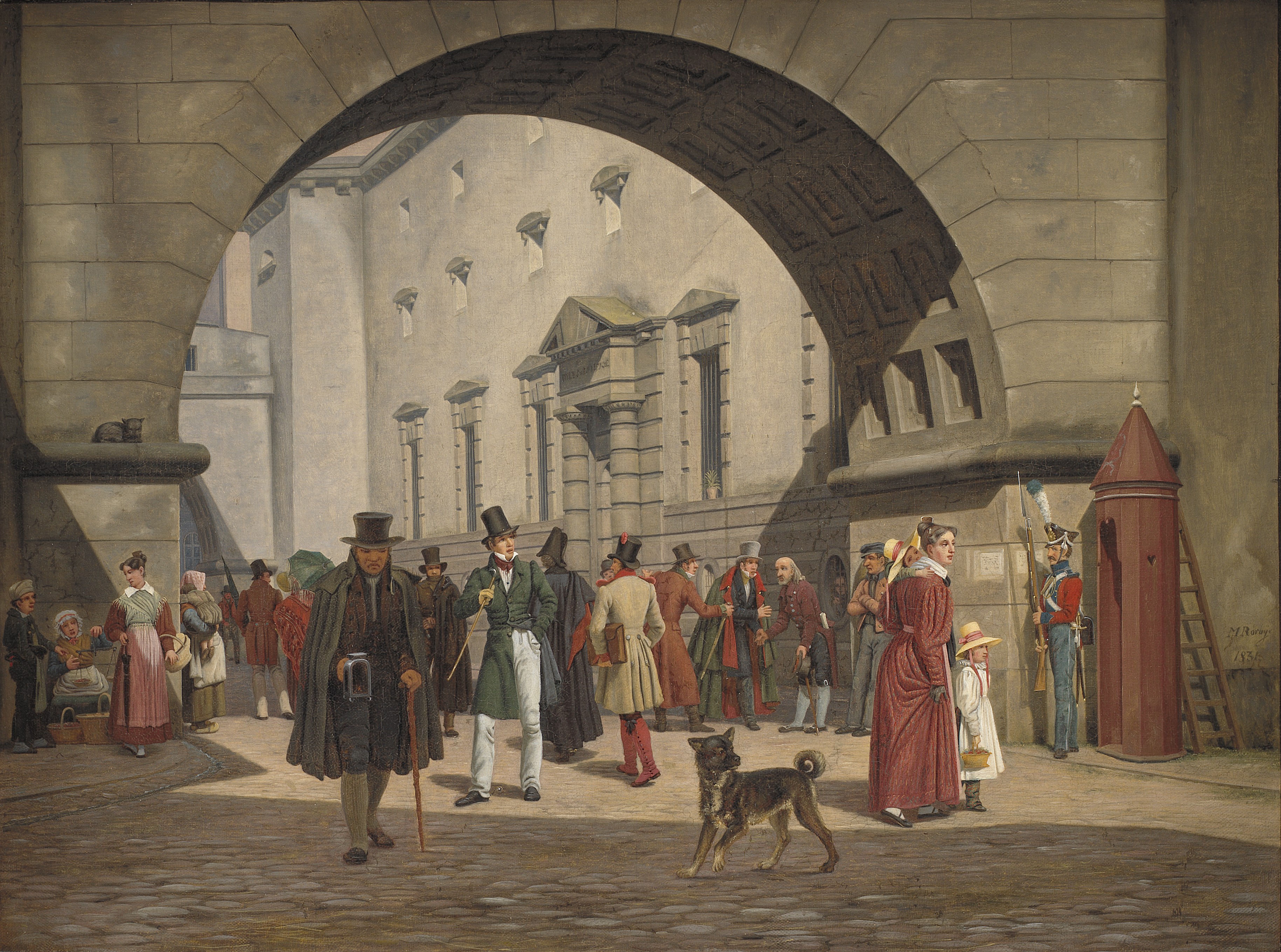
زندان کپنهاگ ۱۸۳۱ م. اثر مارتینوس روربی
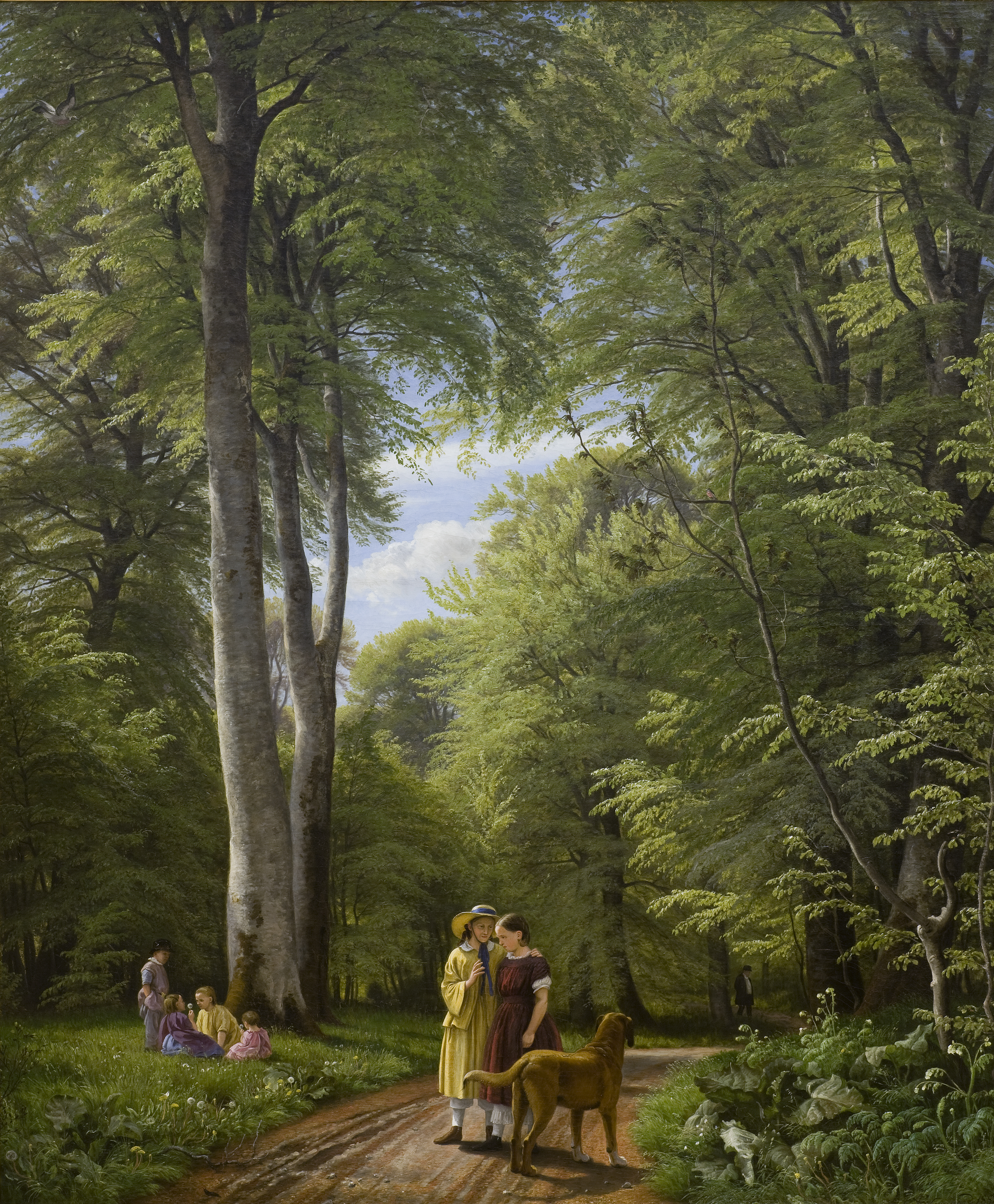
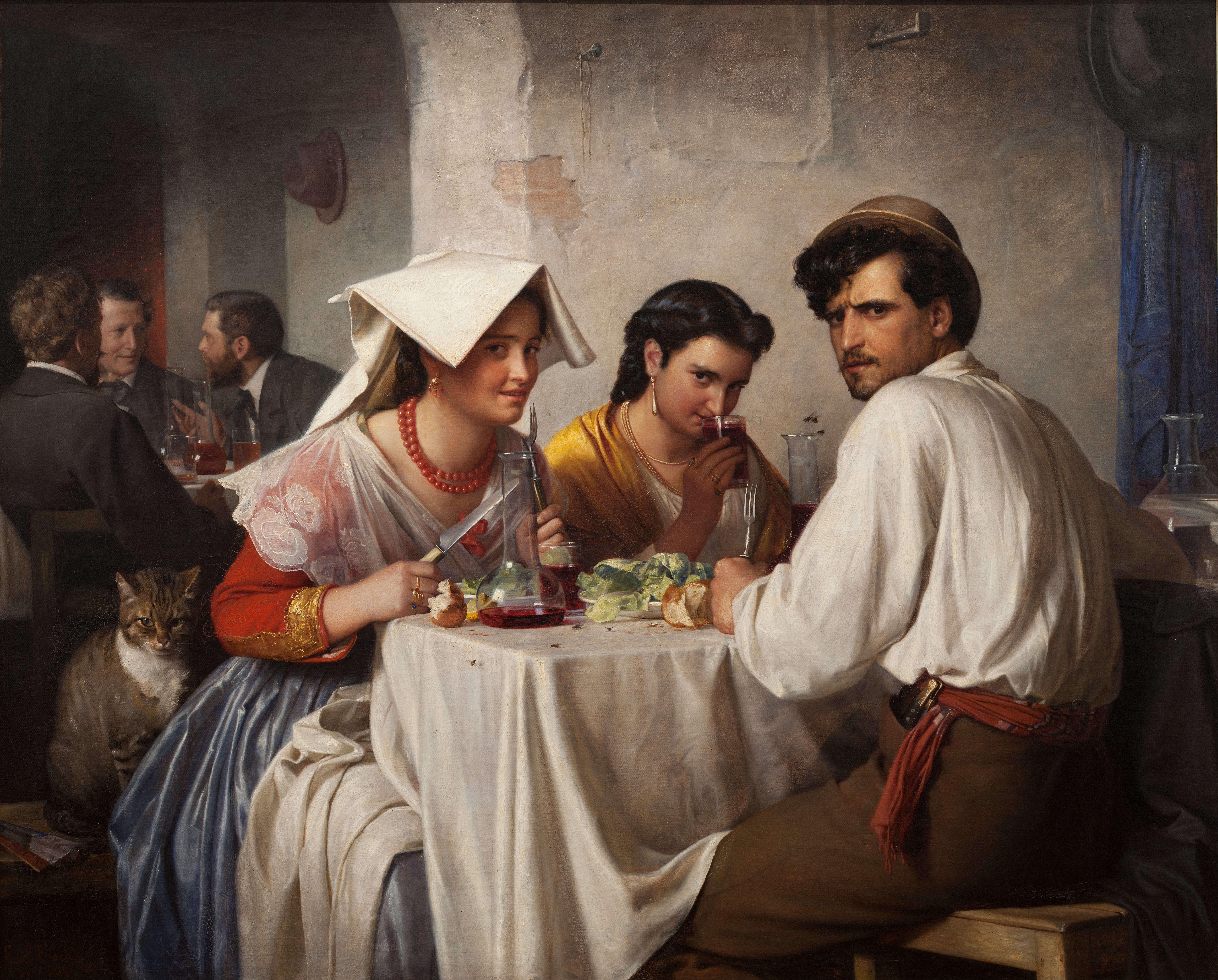
در یک اوستریای رومی ۱۸۶۶ م. اثر کارل بلوک
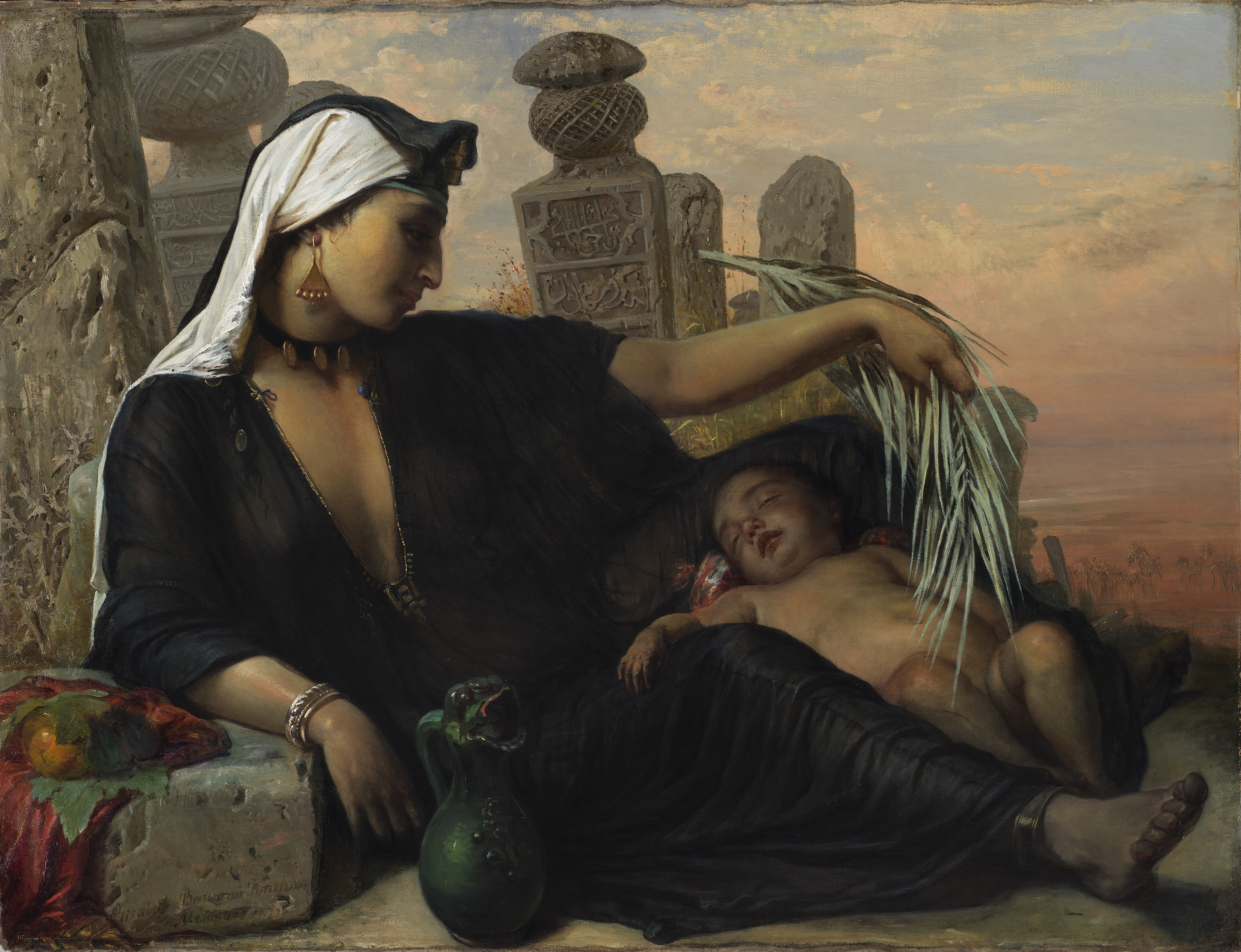
زن دهقان مصری با کودکش ۱۸۷۲ م. اثر الیزابت یریکو-باومن
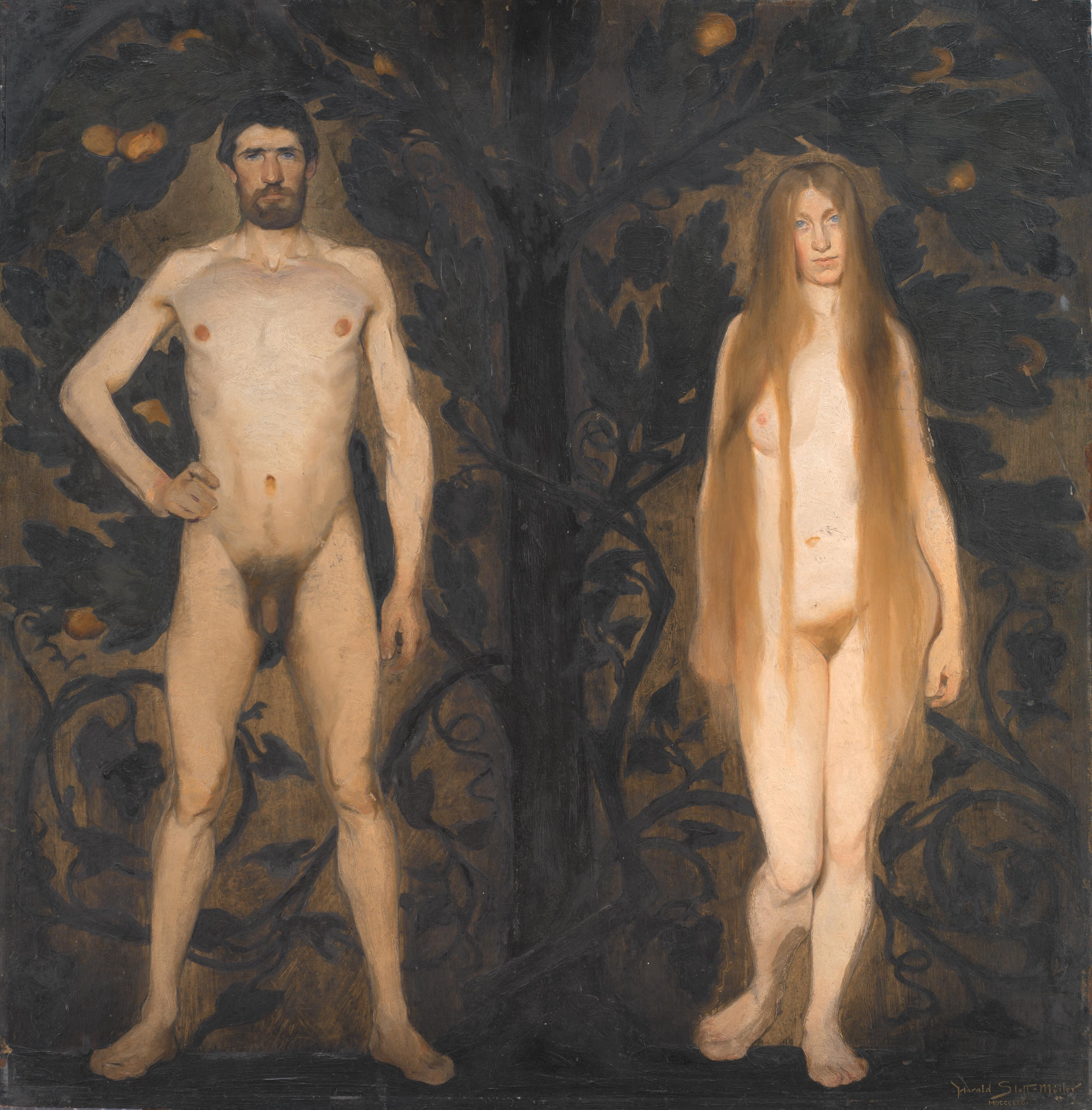
آدم و حوا ۱۸۹۱ م. اثر هارولد اسکات-مولر
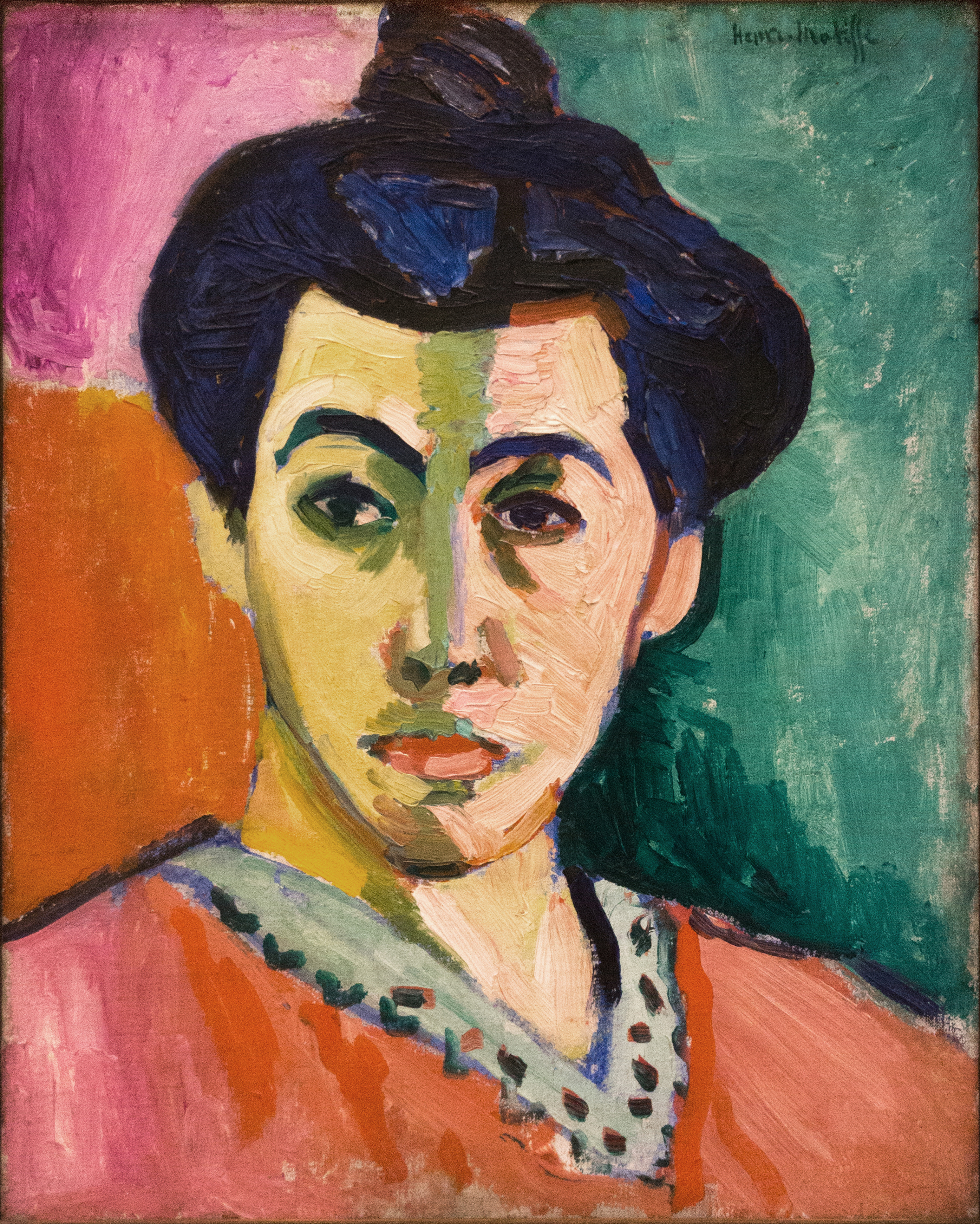
خط سبز ۱۹۰۵ م. اثر آنری ماتیس
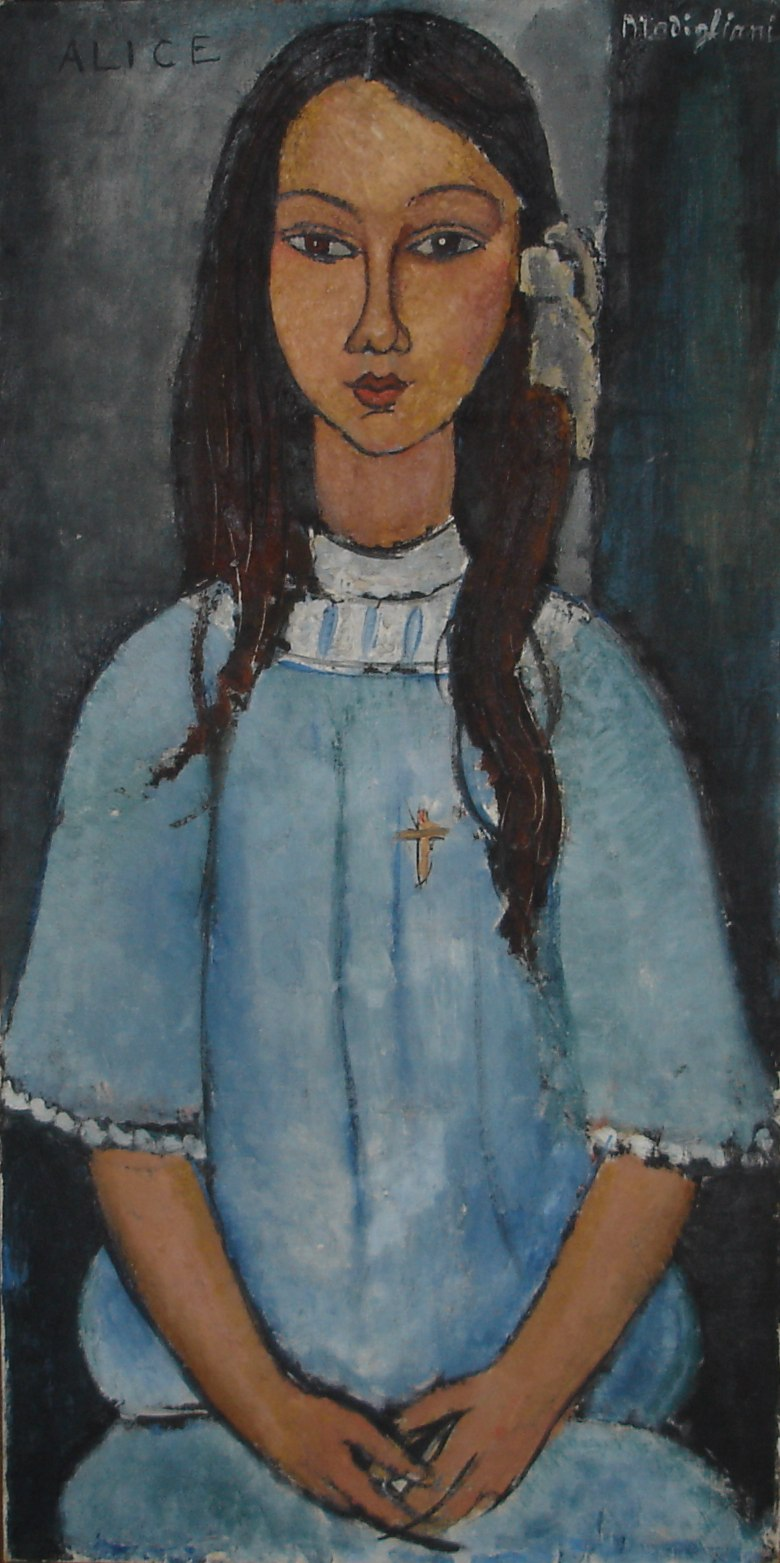
آلیس
۱۹۱۵ م.
اثر آمادئو مودیلیانی